# Ланы (Полтавская область)
Ланы (укр. Лани) — село,
Великорудковский сельский совет,
Диканьский район,
Полтавская область,
Украина.
Код КОАТУУ — 5321082004. Население по переписи 2001 года составляло 33 человека.

## Географическое положение
Село Ланы находится на одном из истоков реки Полузерье. Севернее расположено село Малая Рудка.

## Экономика
- Молочно-товарная ферма.